# Esos colores que llevás
Esos colores que llevás es un largometraje documental de Argentina dirigido por Federico Peretti que se estrenó el 3 de mayo de 2013 en el mítico Estadio Luna Park, Buenos Aires, con más de 12.000 espectadores, convirtiéndose en el estreno argentino más multitudinario de la historia en una misma sala. Poco más de dos meses después, la película tuvo su estreno comercial en cines el 18 de julio

## Sinopsis
El 8 de octubre de 2012 el pueblo riverplatense llevó a cabo la mayor manifestación popular deportiva de la Argentina. Más de cien mil personas salieron a la calle y unieron la vieja cancha de Alvear (hoy Av. del Libertador) y Tagle con el Estadio Monumental llevando en sus manos la bandera más larga del mundo de un club de fútbol, un trapo de casi 8 kilómetros de extensión. Sin embargo, todo eso pasó a ser una excusa. Lo verdaderamente significativo fue el amor de estos hinchas por sus colores, en el momento más duro de su historia y sin ningún otro motivo más que el de demostrar la pasión por la institución que aman. Cómo surgió la idea, cómo fue la recolección de la tela, la costura en talleres ocultos para resguardar la seguridad, por qué costó tanto subirla al camión que la iba a transportar. Esos colores que llevás cuenta desde adentro y con imágenes nunca vistas, un evento del que habló el mundo entero.

## Datos de interés
Luego de estrenado el filme fue proyectado en la mayoría de los Espacios INCAA del país y en varias filiales de Argentina y el exterior entre las que se destacan Filial River Plate Barcelona y Filial River Plate Málaga.

## Reparto
- Enzo Francescoli ... Él mismo
- Ariel Ortega ... Él mismo
- Norberto Alonso ... Él mismo
- Matias Almeyda ... Él mismo
- Ramón Medina Bello ... Él mismo
- Hernán Diaz ... Él mismo
- Sergio Goycochea ... Él mismo
- Amadeo Carrizo ... Él mismo
- Pablo Mazzini ... Él mismo
- Luciano Rolón ... Él mismo
- Ignacio Figueroa ... Él mismo
- Nahuel Pan ... Él mismo
- Rodrigo Daskal ... Él mismo

## Comentarios
El diario Página 12, cuenta un poco cómo surgió la idea de realizar la película: "Federico Peretti estuvo allí presente. Debutó como cineasta el año pasado con El otro fútbol, documental sobre equipos, jugadores e hinchas del ascenso que no suelen salir en la TV. Tiene 32 años, pero desde los 18 trabaja en el mundo del cine y casi siempre lo hizo como montajista. Además, es reportero gráfico y cubre desde hace cinco años la campaña de River, club del que es fanático. Uno de los jóvenes que estaba armando la movida vio el documental y le pidió a Peretti si les daba una mano para hacer un pequeño video que sirviera para convocar a la gente para el evento. Peretti aceptó y se colgó la cámara al hombro. El spot fue emitido por TV y circuló por Internet, y sirvió mucho. “Los conocí a ellos y me parecía sincero lo que estaban haciendo y, entonces, les pedí filmar el proceso para levantar la bandera. Y dos días después fue la caravana, que también la filmé. Antes de ese momento, ya tenía quince horas de material sobre el proceso de confección y pensé que era una pena que lo filmado no se viera en ningún lado”, cuenta Peretti a Página/12'. Como consecuencia, el cineasta realizó el documental Esos colores que llevás, donde no sólo se ve todo el proceso de construcción de la bandera y el acto masivo, sino que también hablan glorias de River: desde Amadeo Carrizo hasta Enzo Francescoli".
El diario Clarín en su crítica del día del estreno comercial en cines la calificó como muy buena, comenta que uno de los grandes aciertos de Esos colores que llevás fue despegarlo del fútbol y la política: cero voz de dirigentes, la película no tuvo apoyo del club. Glorias como el Beto Alonso, Enzo Francescoli o el “Burrito” Ortega (recién retirado del fútbol y quien reunió el sábado pasado a varios de los entrevistados del filme como el “Pelado” Almeyda, el “Chapa” Zapata o Hernán Díaz, entre otros) hacen referencia a su amor por River. Hasta el gran Amadeo Carrizo tiene su lugar.
El sitio especializado "Hacerse la crítica" clarifica un poco más los propósitos del film diciendo "Es una película hecha desde el hincha, no analizando al hincha. La pasión se supone compartida y entendida".